# اولتراسانتریفیوژ

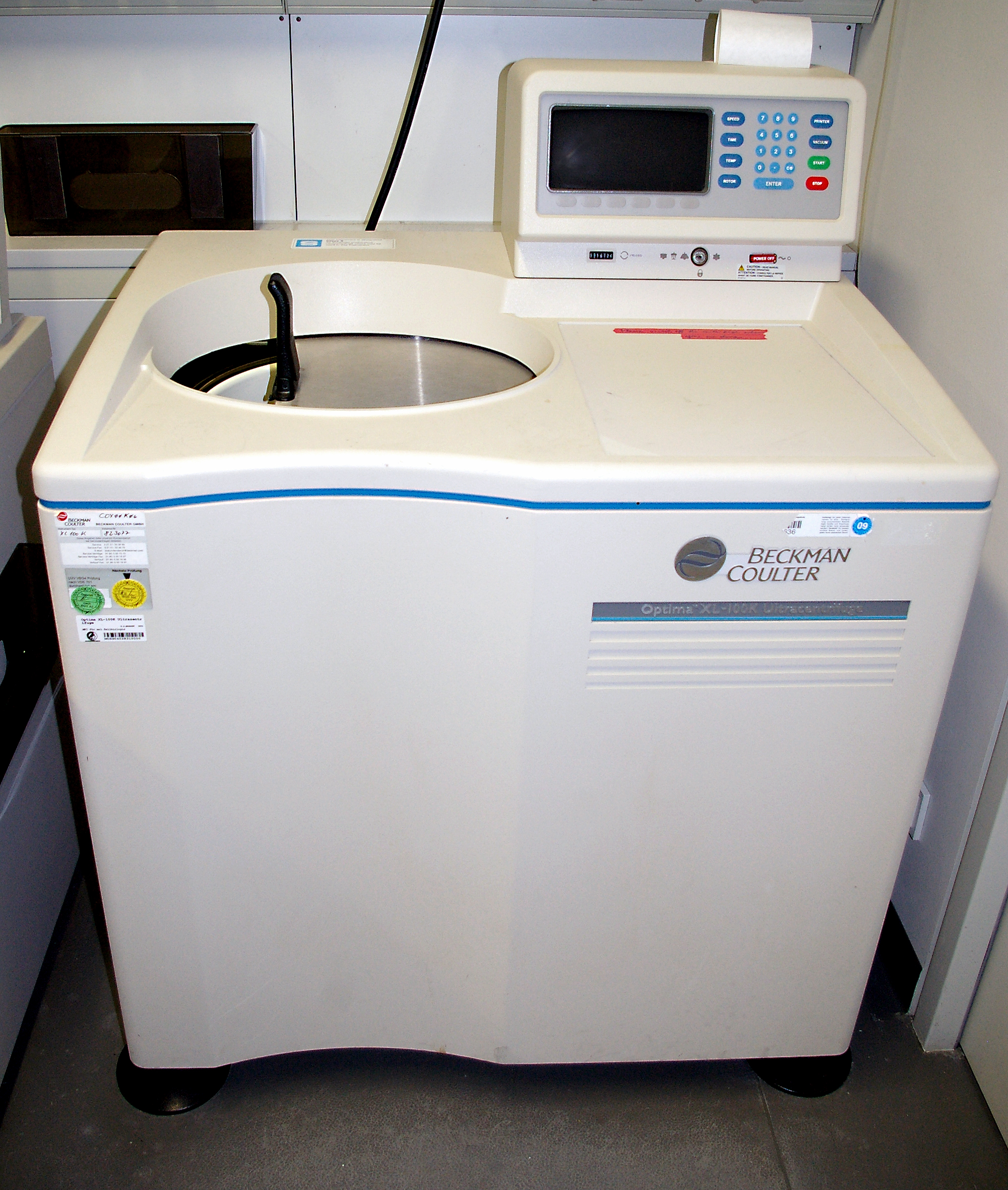
اولتراسانتریفیوژ

اولتراسانتریفیوژ، سانتریوفیوژی است که برای گردش در سرعت‌های بسیار بالا بهینه‌سازی شده است، و قادر به تولید شتابی فراتر از g‏۱۰۰۰٬۰۰۰ می باشد (حدوداً km/s2‏ ۹٬۸۰۰ ). دو نوع اولتراسانتریفیوژ وجود دارند: آماده سازی و تجزیه‌ای. هردو نوع دستگاه کاربردهای مهمی در علوم زیست‌شناسی مولکولی، بیوشیمی و پلیمر دارند.
اولین شرکت تولید کننده اولتراسانتریفیوژ در ایران شرکت ایده ‍پردازان سنجش و دانش می باشد که اولترا سانتریفیوژ  ۶۰۰۰۰ و ۱۰۰۰۰۰ دور را برمبنهای تکنولوژی پنوماتیک تولید و روانه بازار کرده است.

## همچنین ببینید
- سانتریفیوژ گازی
- تئودور سودبرگ

## پیوندهای بیرونی
- 07702/pdf Modern Analytical Ultracentrifugation in Protein Science: A tutorial review
- Analytical Ultracentrifugation as a Contemporary Biomolecular Research Tool. بایگانی‌شده  در ۴ اوت ۲۰۰۲ توسط Wayback Machine
- Multi-signal analysis
- Gilbert-Jenkins theory بایگانی‌شده  در ۱ مه ۲۰۰۷ توسط Wayback Machine
- Report on an ultracentrifuge explosion.